# أولاد السعيد (ولاية تيميمون)
أولاد سعيد مدينة و بلدية تابعة إقليميا إلى دائرة تيميمون ولاية أدرار الجزائرية.

## وصلات أخرى

### وصلات داخلية
- ولاية أدرار

### وصلات خارجية
- موقع جامعة أدرار.
- موقع إذاعة أدرار الجهوية: البث الحي (هنا).